# La Drôlesse
Pour plus de détails, voir Fiche technique et Distribution.
La Drôlesse est un film français réalisé par Jacques Doillon, sorti en 1979.

## Synopsis
Un jeune homme légèrement retardé vivant chez ses parents enlève une fillette de 11 ans délaissée par sa mère.

## Fiche technique
- Titre : La Drôlesse
- Réalisation : Jacques Doillon
- Scénario : Jacques Doillon et Denis Ferraris
- Production : Danièle Delorme et Yves Robert
- Photographie : Philippe Rousselot
- Montage : Laurent Quaglio
- Décors : Jean-Denis Robert
- Pays d'origine :  France
- Format : couleur - Mono
- Genre : drame
- Durée : 90 minutes
- Date de sortie : 1979

## Distribution
- Claude Hébert : François
- Madeleine Desdevises : Mado
- Paulette Lahaye : La mère de Mado
- Juliette Le Cauchoix : La mère de François
- Fernand Decaean : Le beau-père de François
- Dominique Besnehard : L'instituteur

## Autour du film
Le film a été tourné dans le Bocage virois.

## Critiques
D'après Le Monde, 

« Doillon traite un fait divers, il parle de paysans, et, grâce à la fantastique énergie donnée aux deux acteurs, le film part dans une dimension autrement universelle, où l’assassinat de la solitude est en question »

— Le Monde, Claire Devarrieux, 23/05/1979

## Nominations

### César 1980
- Meilleur réalisateur : Jacques Doillon
- Meilleur scénario original ou adaptation : Jacques Doillon